# Машковцев, Григорий Анатольевич
Григорий Анатольевич Машковцев (род. 11 марта 1944, Москва) — советский и российский геолог, доктор геолого-минералогических наук, профессор, специалист по рудным месторождениям полезных ископаемых, анализу минерально-сырьевой базы и организации геологоразведочных работ. Директор ВИМС (1995—2021), президент Российского геологического общества (с 2021), Заслуженный геолог Российской Федерации.

## Биография
Родился 11 марта 1944 году в Москве
В 1906 году окончил МГРИ.
Начал работать в ВИМС по изучению Притяньшаньской урановорудной мегапровинции. Геолог Среднеазиатской круглогодичной станции института (1967—1971).
Возглавлял исследования по оценке ураноносности перспективных регионов России, Средней Азии, Казахстана и Монголии.
Создатель нового научного направления, отражающего эволюционно-геологические и геодинамические факторы формирования рудообразующих систем. Разработал новую высокоэффективную технологию оценки рудоносности крупных территорий, которая внедрена в практику геологоразведочных работ.
- В 1972—1994 годах — заместиткль директора Всероссийского научно-исследовательского института минерального сырья имени М. Федоровского (ВИМС) по научной работе.
- В 1995—2021 годах — директор ВИМС[4]
- С 2021 года — научный руководитель института[5]

В 2006—2012 годах руководител крупным проектом по геологическим исследованиям и оценке минерально-сырьевого потенциала Уральского региона.
С 2012 года возглавляет работы по оценке минерально-сырьевого потенциала Арктической зоны России.
Один из ведущих разработчиков «Стратегии развития минерально-сырьевой базы Российской Федерации» и государственной программы РФ «Воспроизводство и использование природных ресурсов».
В конце ноября 2021 года на Седьмом съезде Российского геологического общества был избран президентом РОСГЕО.

## Награды, звания и премии
- Орден Дружбы
- Заслуженный геолог Российской Федерации
- Почётный разведчик недр

## Членство в организациях

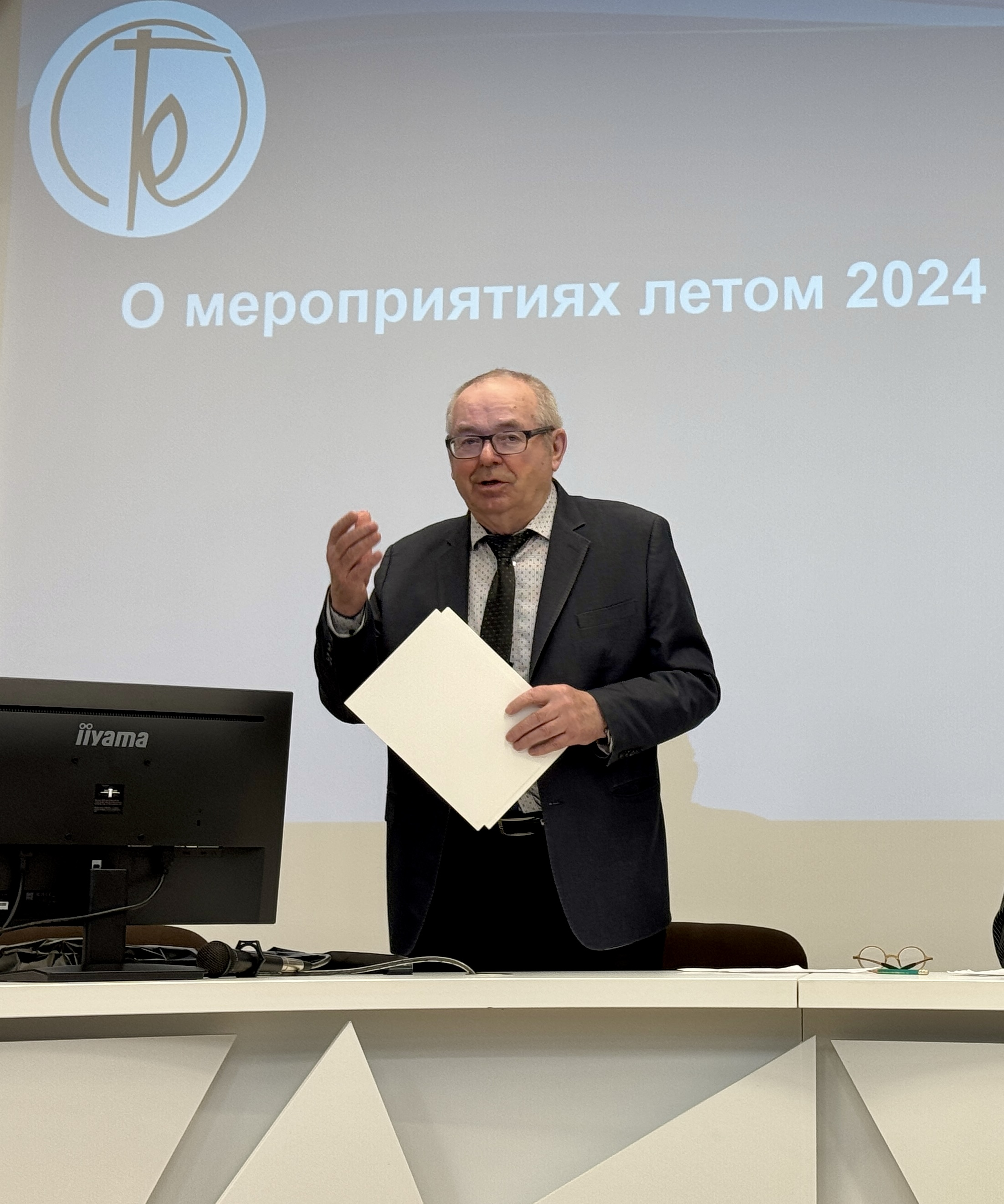
Президент РосГео

- Председатель Научно-технического и межведомственного совета «Минерально-сырьевая база атомной энергетики».
- Председатель Координационного научно-технического совета по геологии урана при ВИМС.
- Вице-президент Ассоциации Геологических Организаций[8]
- Президент Российского геологического общества (с 2021).

Член редколлегий журналов: «Отечественная геология», «Минеральные ресурсы России», «Литология и полезные ископаемые», «Разведка и охрана недр».